# 2. division i ishockey 1965-66
2. division i ishockey 1965-66 blev arrangeret af Dansk Ishockey Union, og turneringen var opdelt i to kredse, øst- og vestkredsen. Østkredsen blev vundet af AIK Frederiksholm for anden sæson i træk, mens Varde IK for første gang vandt vestkredsen. En playoff-kamp mellem de to kredsvindere blev vundet af Varde IK, som dermed sikrede sig en oprykningskamp mod Vojens IK, der sluttede sidst i 1. division. Vestjyderne formåede imidlertid ikke at besejre Vojens IK og rykkede derfor ikke op i 1. division.
Sejren i 2. division var Varde IK's bedste sæsonresultat nogensinde, og klubben opnåede aldrig oprykning til den bedste danske række.

## Resultater og stillinger

### Østkredsen
Turneringen blev vundet af AIK Frederiksholm for anden sæson i træk og sidste gang i klubbens historie.

### Vestkredsen
Turneringen blev vundet af Varde IK. Klubben vandt dermed 2. division vest for første og eneste gang i klubbens historie.

### Playoff-kamp
De to kredsvindere spillede en playoff-kamp om den samlede sejr i 2. division, og vinderen kvalificerede sig til en oprykningskamp mod det hold, der var sluttet sidst i 1. division.
Playoff-kampen blev vundet af Varde IK med 8-5.

### Oprykningskamp
Vinderen af playoff-kampen, Varde IK, spillede i oprykningskampen mod Vojens IK, der var sluttet sidst i sin første sæson i 1. division. Holdene spillede om den sidste ledige plads i 1. division i 1966-67, og kampen blev spillet i Vojens den 20. marts 1966 og vundet af hjemmeholdet med 4-2. Det betød, at ingen hold fra 2. division i denne sæson opnåede oprykning til 1. division.